# Aphelopus alebroides
Aphelopus alebroides  (лат.) — вид мелких ос рода Aphelopus из семейства Dryinidae. Китай, Камбоджа.
В мандибулах по 4 зубца. Нижнечелюстные щупики состоят из 5, а нижнегубные — из 2 члеников. Передние лапки без клешней, которые характерны для самок других родов дриинид. Паразитируют на цикадках Arboridia sinensis Guglielmino, Xu, Bückle & Dong (Cicadellidae: Typhlocybinae). Вид был впервые описан в 2011 году. Валидный статус был подтверждён в 2013 году в ходе обзора фауны Камбоджи итальянским гименоптерологом Массимо Ольми (Massimo Olmi; Tropical Entomology Research Center, Витербо, Италия) и корейскими энтомологами Chang-Jun Kim, Gang Won Choi, Jong-Wook Lee (Department of Life-Sciences, Yeungnam University, Кёнсан, Южная Корея), Seunghwan Lee (Department of Agricultural Biotechnology, Research Institute for Agriculture and Life Sciences, Сеульский национальный университет, Сеул) и Jongok Lim (Division of Forest Biodiversity, Korea National Arboretum, Пхочхон, Кёнгидо).